# 公子池
公子池（こうしち、生没年不詳）は、中国戦国時代の秦の公子。姓は嬴。恵文王の庶子で武王・昭襄王・公子雍・公子壮・涇陽君（公子巿）・高陵君（公子悝）の異母兄弟。

## 経歴
『戦国策』秦策の記載によれば斉・韓・魏の三国が合従して函谷関を攻めた際（紀元前298年の函谷関の戦い）、昭襄王は函谷関の外にある三つの城を攻め寄せる三国に割譲して和議を図ろうとして公子池に相談した。
公子池は城を譲れば三国は撤退し、簡単に城を譲らなければ良かったと後悔し、城を譲らないで和議を結ばす函谷関を破った三国の軍が首都の咸陽に迫り来て咸陽を危険に晒せばもっと早く三城を譲って和議を結ぶべきだったと後悔することになるでしょうと答えた。
昭襄王は三国が咸陽を危険に晒すことを悔やむなら城を譲ったことを悔やむべきだと答え、公子池を派遣して三城を割譲して三国と和議を結んだ。
『戦国策』趙策の記載によれば趙と秦が連衡して斉を攻めた際、趙と斉が内々に和議を結んだことが分かった。公子池は使者として趙を訪問すると不満を示した。公子池は昭襄王から韓を攻めることの是非を問われ、王が兵を出せば韓は恐れ慄き秦に領土を割譲するでしょうと答え、昭襄王は韓への出兵を決めた。韓は難を逃れるため上党の地を割譲して和議を結ぼうとした。
後代、清の時代に張澍は自著『姓氏尋源』において応劭の言を引き、陳留には池氏があり秦の丞相を務めた池子華（公子池の末裔）はこの地の出身であると書いている。